# رابرت ایگل
رابرت ایگل (انگلیسی: Robert Eagle؛ زادهٔ ۲۳ فوریهٔ ۱۹۸۷) بازیکن فوتبال اهل بریتانیا است.
از باشگاه‌هایی که در آن بازی کرده‌است می‌توان به باشگاه فوتبال اینورنس کالدنیون تیسل، باشگاه فوتبال لوستوفت، باشگاه فوتبال نوریچ سیتی، باشگاه فوتبال آلفرتون تاون، و باشگاه فوتبال گریمزبی تاون اشاره کرد.